# ال سنتینلا (باخا کالیفرنیا)
ال سنتینلا (به اسپانیایی: El Centinela) یک کوه در مکزیک است که در باخا کالیفرنیا واقع شده‌است. ال سنتینلا ۷۸۱ متر بالاتر از سطح دریا واقع شده‌است.